# Boulengerula denhardti
Espèce
Statut de conservation UICN

 DD  : Données insuffisantes
Boulengerula denhardti est une espèce de gymnophiones de la famille des Herpelidae.

## Répartition
Cette espèce est endémique du Kenya. Elle se rencontre dans le bassin du fleuve Tana.

## Étymologie
Cette espèce est nommée en l'honneur de Clemens Denhardt.

## Publication originale
- Nieden, 1912 : Übersicht über die afrikanischen Schleichenlurche (Amphibia apoda). Sitzungsberichte der Gesellschaft Naturforschender Freunde zu Berlin, vol. 1912, p. 186-214 (texte intégral).